# Kate Bosworth

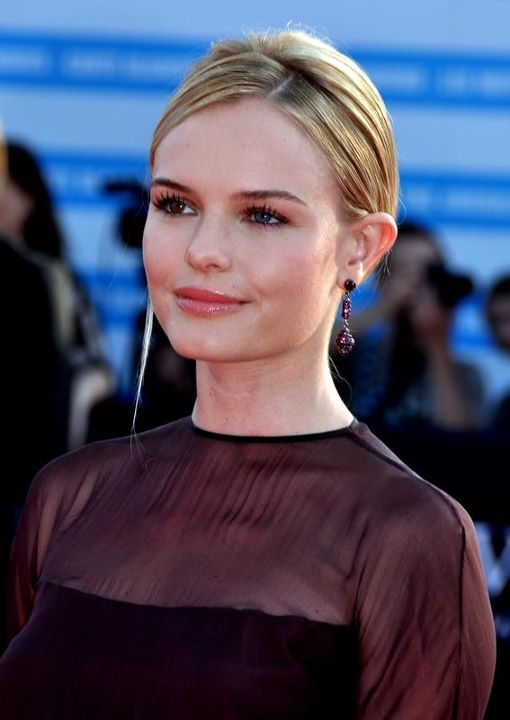
Kate Bosworth auf dem Festival des amerikanischen Films in Deauville (2011)

Kate Bosworth (* 2. Januar 1983 in Los Angeles, Kalifornien als Catherine Anne Bosworth) ist eine US-amerikanische Schauspielerin.

## Leben
Bosworth wuchs in San Francisco, Kalifornien, Connecticut und in Massachusetts auf.

### Karriere
Bosworth machte ihren Abschluss an der Princeton University in New Jersey. Ihre erste Filmrolle erhielt sie für den Pferdeflüsterer dank ihres Talents fürs Reiten.
Ihr Durchbruch folgte 2002 in dem Film Blue Crush, in dem sie eine Surferin spielt, die sich zwischen der Liebe, Freunden und einem Wettkampf entscheiden muss.
Zu ihren bekanntesten Filmrollen zählt die der Lois Lane in Bryan Singers Film Superman Returns (2006), einer Fortsetzung der Superman-Filme mit Christopher Reeve aus den 1970er und -80er Jahren. In dieser Rolle hat sie gemeinsam mit Superman, nunmehr dargestellt von Brandon Routh, einen Sohn.
Seit Mai 2011 ist Bosworth das Werbegesicht der „Fabric Of Our Lives“-Kampagne von Cotton Inc.

### Persönliches
Bosworth ist praktizierende Buddhistin. Ein besonderes Merkmal sind ihre verschiedenfarbigen Augen, von denen das linke blau ist und das rechte einen großen haselnussbraunen Sprenkel aufweist (sektorielle Iris-Heterochromie).
Bosworth war von 2013 bis 2021 mit dem Regisseur Michael Polish verheiratet. Seit 2021 ist sie mit dem Schauspieler Justin Long liiert. Im Jahr 2023 heiratete das Paar. Beide wurden im Juli 2025 erstmals Eltern einer Tochter. Das Kind kam durch eine Leihmutterschaft zur Welt.

## Auszeichnungen (Auswahl)
- 2007: Nominiert für die „Goldene Himbeere“ als schlechteste Nebendarstellerin in Superman Returns

## Filmografie (Auswahl)

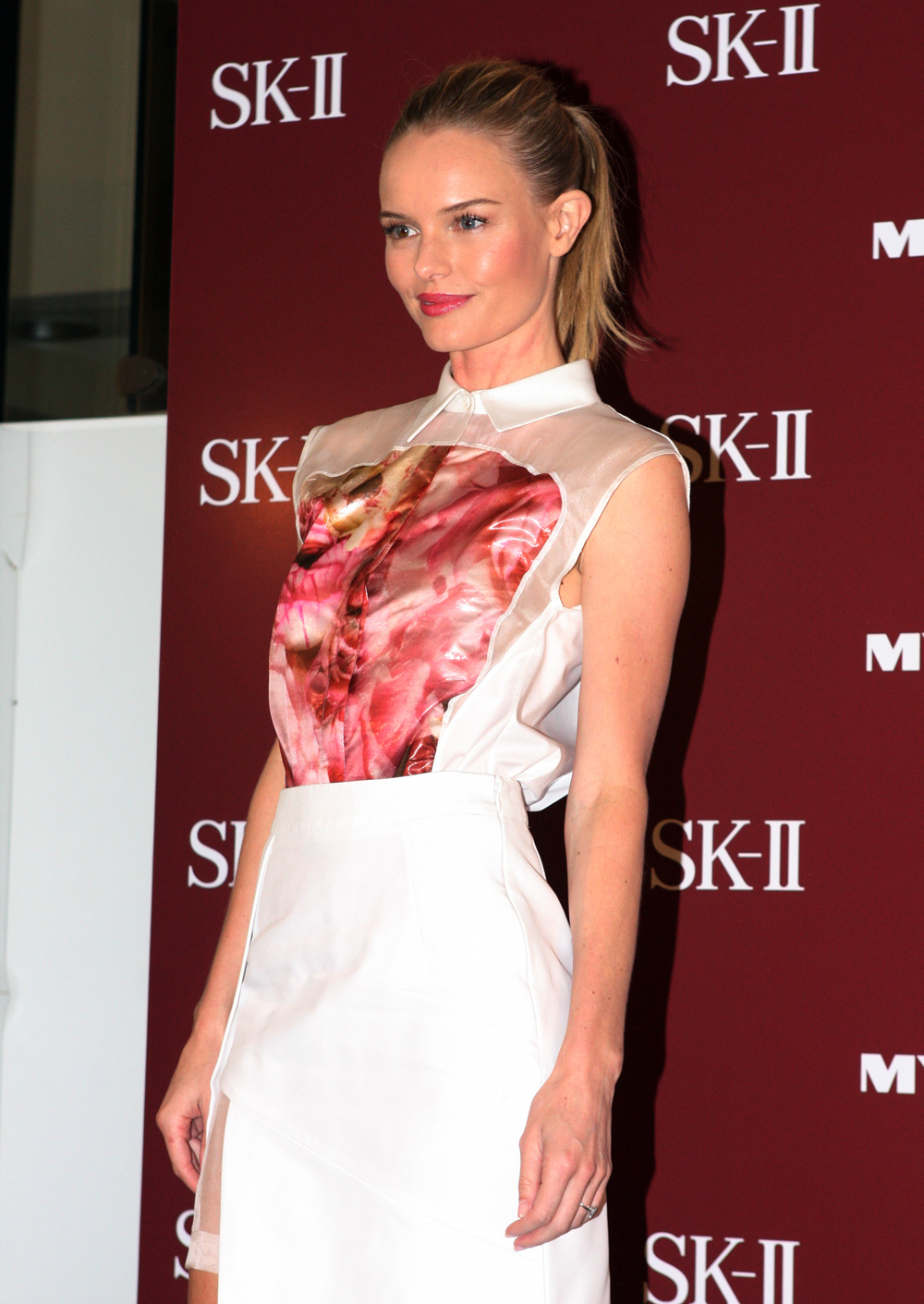
Kate Bosworth (2012)

- 1998: Der Pferdeflüsterer (The Horse Whisperer)
- 2000: Rawley High – Das erste Semester (Young Americans, Fernsehserie, 8 Episoden)
- 2000: The Newcomers
- 2000: Gegen jede Regel (Remember the Titans)
- 2002: Blue Crush
- 2002: Die Regeln des Spiels (The Rules of Attraction)
- 2003: Wonderland
- 2003: Advantage Hart
- 2004: Total verknallt in Tad Hamilton (Win a Date with Tad Hamilton!)
- 2004: Beyond the Sea – Musik war sein Leben (Beyond the Sea)
- 2005: Bee Season
- 2006: Superman Returns
- 2007: Das Mädchen im Park (The Girl in the Park)
- 2008: 21
- 2010: The Warrior’s Way
- 2011: Und trotzdem ist es meine Familie (Another Happy Day)
- 2011: Straw Dogs – Wer Gewalt sät (Straw Dogs)
- 2011: Little Birds
- 2012: L!fe Happens – Das Leben eben! (L!fe Happens)
- 2012: Black Rock – Überleben ist alles (Black Rock)
- 2012: And While We Were Here
- 2013: Movie 43
- 2013: Homefront
- 2013: Big Sur
- 2014: Still Alice – Mein Leben ohne Gestern (Still Alice)
- 2014: Amnesiac
- 2015: Life on the Line
- 2015–2016: The Art of More – Tödliche Gier (The Art of More, Fernsehserie, 20 Episoden)
- 2015: 90 Minutes in Heaven
- 2015: Der Sturm – Life on the Line (Life on the Line)
- 2015: Die Entführung von Bus 657 (Heist)
- 2016: Before I Wake
- 2017: Nona
- 2017: SS-GB (Miniserie, 5 Episoden)
- 2017: The Long Road Home (Miniserie, 3 Episoden)
- 2018: The Domestics
- 2019: The I-Land (Miniserie, 7 Episoden)
- 2019: The Devil Has a Name
- 2020: Force of Nature
- 2021: Wild Indian
- 2022: The Immaculate Room
- 2022: Because Of You (Along for the Ride)
- 2022: The Enforcer
- 2022: Barbarian
- 2022: House of Darkness
- 2023: The Locksmith
- 2023: Confidential Informant
- 2023: The Locksmith
- 2023: Bunker
- 2023: Last Contact (Last Sentinel)